# Arduino (nome)
Arduino  è un nome proprio di persona italiano maschile.

## Varianti
- Alterati: Ardovino, Ardoino, Ardolino
- Femminili: Arduina

### Varianti in altre lingue
- Francese: Ardouin, Arduin
- Germanico: Hardwin[1], Hartwin[1]
- Tedesco: Hartwin[1]

## Origine e diffusione
Attestato in Italia nelle forme Ardovinus, Ardoinus e Arduinus, Arduino deriva dal nome germanico Hardwin che, composto dalle radici hard ("forte", "valoroso") e win ("amico"), significa "amico valoroso", "amico ardito" oppure "amico dell'audacia".

## Onomastico
L'onomastico si festeggia il 15 agosto, in memoria di sant'Arduino di Rimini, sacerdote ed eremita. Con lo stesso nome si ricordano anche altri santi, nei giorni seguenti:
- 9 giugno, sant'Arduino, vescovo di Torino[2]
- 12 luglio, sant'Arduino di Fontenelle (presso Caudebec-en-Caux), monaco benedettino[4]
- 28 luglio (o 25 ottobre), sant'Arduino di Ceprano, sacerdote[5].

## Persone
- Arduino, vescovo cattolico italiano
- Arduino il Glabro, signore della Marca di Torino
- Arduino Agnelli, politico italiano
- Arduino Arriguzzi, incisore italiano
- Arduino Berlam, architetto italiano
- Arduino Bertoldo, vescovo cattolico italiano
- Arduino Bizzarro, partigiano e militare italiano
- Arduino Buri, militare e aviatore italiano
- Arduino Cantafora, pittore e architetto italiano naturalizzato svizzero
- Arduino di Ceprano, sacerdote e santo inglese
- Arduino Colasanti, storico dell'arte italiano
- Arduino di Melfi, cavaliere longobardo
- Arduino di Narbona, capostipite della famiglia Doria
- Arduino di Valperga, vescovo cattolico italiano
- Arduino d'Ivrea, re d'Italia
- Arduino II d'Ivrea, Marchese d'Ivrea
- Arduino Ferrari, calciatore italiano
- Arduino Maiuri, sceneggiatore e scrittore italiano
- Arduino Marchetti, calciatore italiano
- Arduino Romoli, calciatore italiano
- Arduino Sacco, editore, regista e direttore della fotografia italiano
- Arduino Severini, avvocato e politico italiano
- Arduino Sigarini, calciatore italiano

### Variante Ardoino
- Ardoino da Piacenza, cardinale italiano